# Ceradocus spinicaudus
Ceradocus spinicaudus är en kräftdjursart som beskrevs av Edward Morell Holmes 1908. Ceradocus spinicaudus ingår i släktet Ceradocus och familjen Melitidae. Inga underarter finns listade i Catalogue of Life.